# EVERYTHING (Mr.Children專輯)
《EVERYTHING》，是日本樂團Mr.Children的出道（第1張）專輯，實際上是迷你專輯。1992年5月10日發行。

## 簡介
Mr.Children的主流出道作品，收錄了7首歌曲，因此實際上是迷你專輯。不過由於迷你專輯和專輯的區別不是太明顯，Mr.Children公認《EVERYTHING》是他們的第1張專輯，將《Kind of Love》標記為第2張專輯。當中的一首曲目《有你的夏天》後來成為第1張單曲發行。
1991年下半年Mr.Children確定和音樂製作人小林武史合作之後，於同年12月在「Sound Sky Studio」和「Starship Studio」開始進行出道專輯的錄製。所有曲目都是地下時期創作的歌曲，經過小林的重新編曲，有些歌詞也作了改變。
「EVERYTHING」意味某些非常重要可代表一切的東西，櫻井和壽表示「想成為聽過這作品的人們心中重要的角色」。
在Oricon公信榜最高排行只有第25位，但是Mr.Children成名之後，這張專輯變得非常寶貴，總銷量達到45.1萬張。至今一直都是中古市場最珍稀的Mr.Children作品。

## 收錄曲目
1. Lord , I miss you（ロード・アイ・ミス・ユー）
2. Mr.Shining Moon
3. 有你的夏天（君がいた夏）
4. 風 ～The wind knows how I feel～
5. 嘆息的星期日（ためいきの日曜日）
6. 就只是朋友（友達のままで）
7. CHILDREN'S WORLD

## 外部連結
- 唱片介紹（页面存档备份，存于） Mr.Children官方網站